# Дом Пелагеи Кетчер
До́м Пелаге́и Васи́льевны Ке́тчер (Музе́й Васи́лия Пу́шкина) — деревянный особняк, возведённый в 1819 году в стиле классицизм по инициативе Пелагеи Кетчер — жены владельца завода хирургических инструментов Христофора Кетчера. Здание предназначалось для сдачи в частный наём и с 1824 по 1830 год его снимал Василий Пушкин — дядя поэта Александра Пушкина. В 1988 году правительство Москвы выпустило постановление о создании в доме филиала Государственного музея Александра Пушкина, посвящённого жизни Василия Пушкина. Музей открылся для посещения после длительной реставрации в 2013 году.

## История

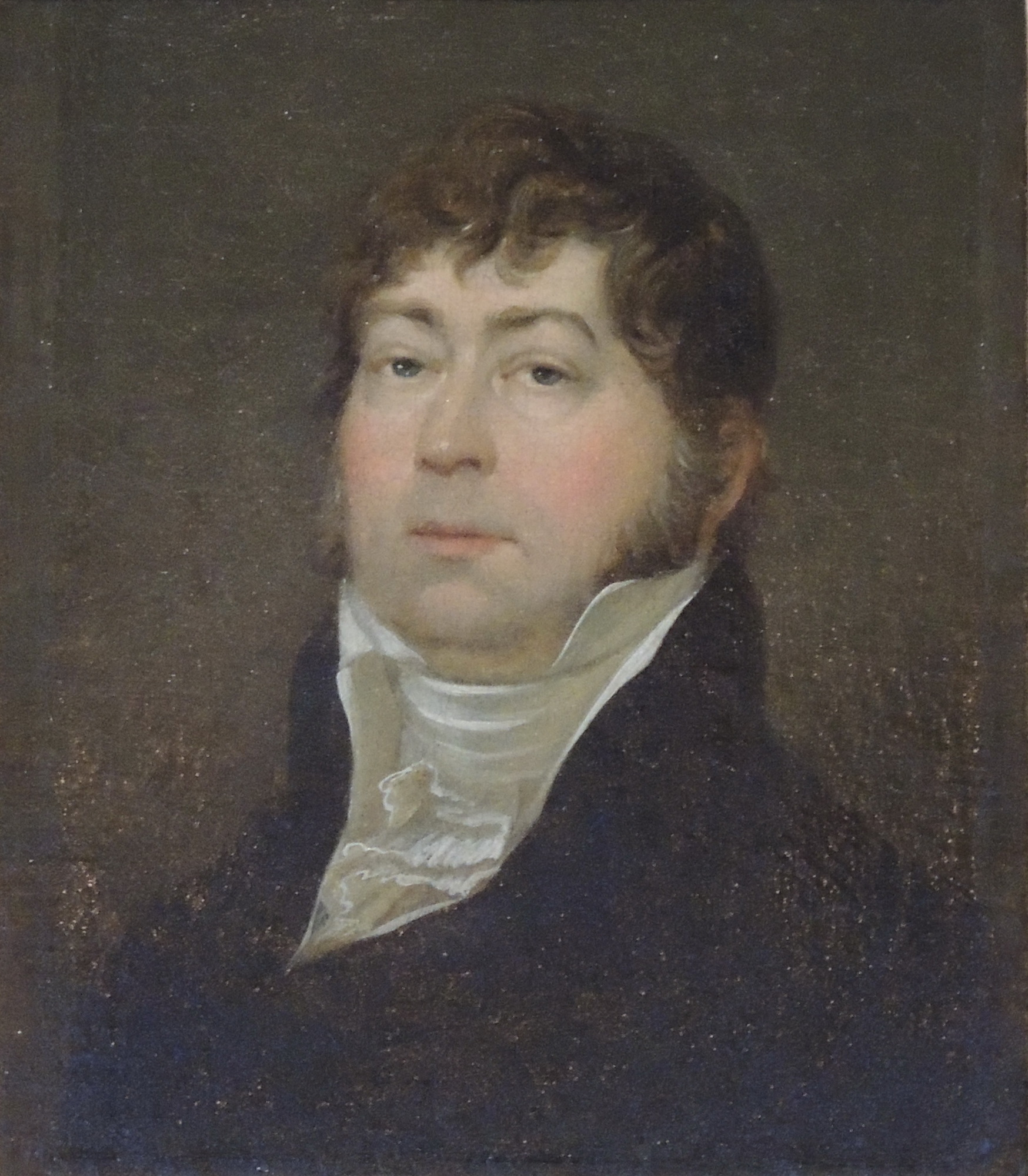
Портрет Василия Пушкина, 1810

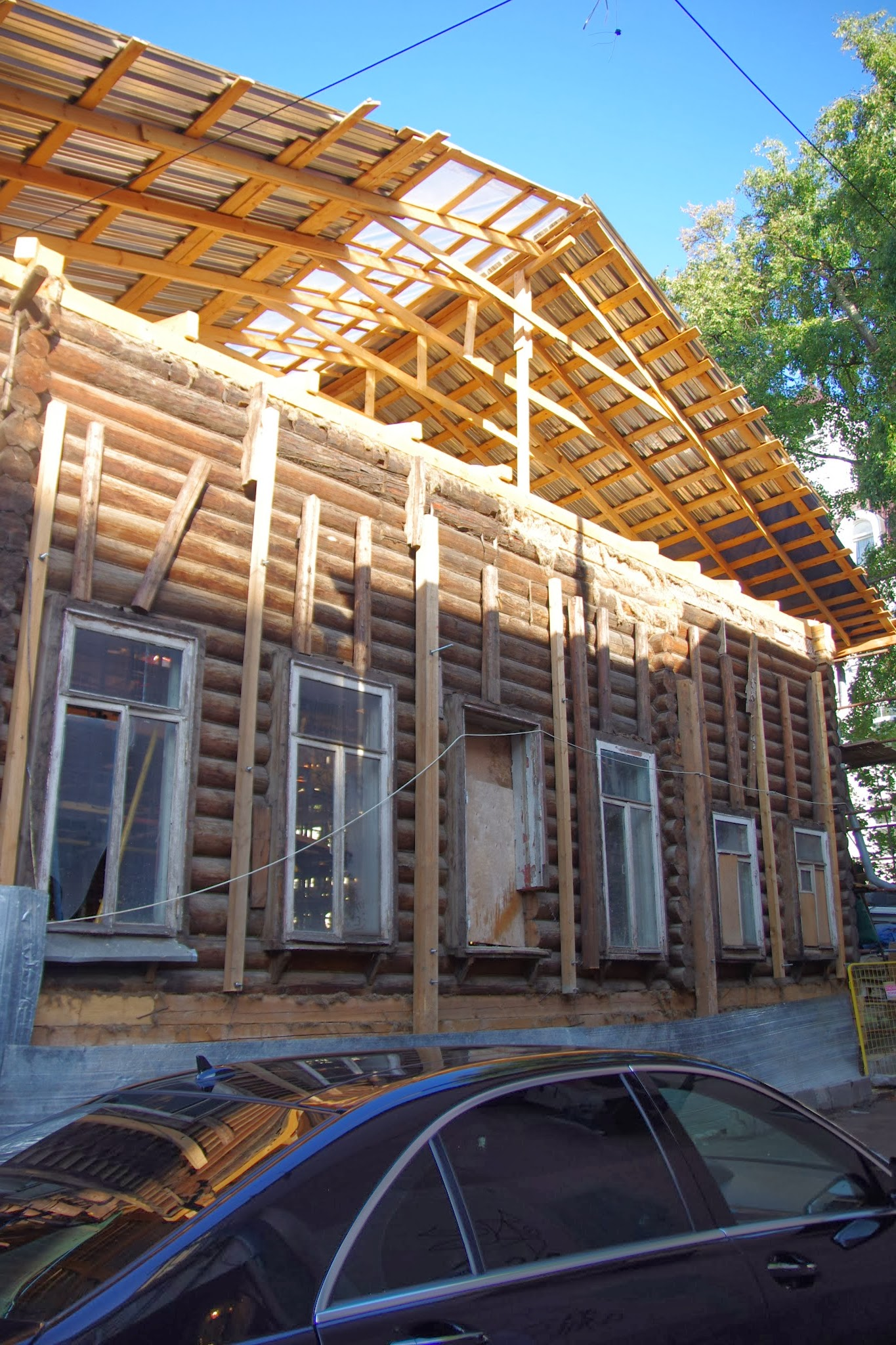
Здание во время реконструкции, 2012 год

В середине XVIII века участок принадлежал дочери генерал-майора Алексея Сухотина Елене. При ней была возведена каменная усадьба, данных о которой практически не сохранилось. Впоследствии дом приобрёл капитан первого ранга Пётр Хомутов, он владел участком вплоть до пожара 1812 года. Во время отхода французских войск из Москвы все находившиеся на территории здания сгорели. Позднее землю приобрела Пелагея Кетчер — жена владельца завода хирургических инструментов Христофора Кетчера и мать переводчика Николая Кетчера. По её инициативе на основе сохранившегося после пожара каменного фундамента был построен одноэтажный деревянный особняк в стиле классицизм, предназначенный для сдачи внаём. Деревянный сруб обшили досками и покрасили масляной краской, что делало дом внешне похожим на каменный. Центральная часть фасада была с ризалитом, украшенным фронтоном и портиком с пилястрами дорического ордера. Во дворе обустроили сад, в котором также располагались хозяйственные постройки.
Парадным входом служил деревянный тамбур на юго-западном углу особняка, задняя половина которого отделялась перегородкой и использовалась как чулан. Из тамбура можно было попасть в прихожую с двумя окнами, а оттуда в залу, занимавшую северо-западную часть дома. В торцевой части комнаты располагались две одинаковые двери, одна из которых вела в буфет. Вторая дверь вела в гостиную с тремя окнами и двумя угловыми печами, из которой также можно было попасть в малую гостиную с камином. Рядом с кухней находилась лакейская, выходившая во двор.
С 1824 по 1827 год дом снимал писатель Василий Пушкин. При его жизни дом на Старой Басманной был одним из центров сбора московской интеллигенции: в особняке бывали князья Вяземские, Пётр Шаликов, барон Антон Дельвиг, Адам Мицкевич, Николай Карамзин, Константин Батюшков и другие. Считается, что Александр Пушкин посещал дядю в 1826-м, сразу после окончания вынужденной ссылки в Михайловском.
… я нижеподписавшийся коллежский асессор — Василий Львов Пушкин дал сие условие госпоже титулярной советнице Пелагее Васильевне Кетчеровой в том что нанял я у нея госпоже Кетчеровой … для жительства Пушкина деревянной на каменном фундаменте дом со всеми принадлежностями как то — большой с антресолями корпус, Людской флигель с конюшнею, каретным сараем и погребом, Состоящей в Москве Басманной части 3мъ квартале по № 238мъ …Из договора о найме Василием Пушкиным дома Кетчер
В 1828 году семья Кетчеров продала дом купчихе Елизавете Ценкер, при которой здание неоднократно перестраивалось. После революции 1917-го в нём и в близлежащих хозяйственных постройках были образованы коммунальные квартиры. С началом НЭПа часть усадьбы передали в ведение загса Бауманского района. В 1970-е годы правительством Москвы была инициирована программа по расселению коммунальных квартир, в результате которой дом передали под управление одному из трестов Министерства жилищного-гражданского строительства РСФСР. Начиная с 1980-х годов по инициативе Главного управления культуры Моссовета в особняке воссоздали анфиладу парадных комнат, а также реконструировали главный фасад. После обновления особняка в нём разместили Российский конструкторско-технологический институт.
В 1998 году правительство Москвы выпустило постановление «О неотложных мерах по сохранению памятника истории и культуры „Дом Василия Львовича Пушкина“» и созданию в здании филиала Государственного музея Александра Пушкина. В этом же году здание закрыли на масштабную реконструкцию, которая из-за отсутствия финансирования стартовала только в 2012-м. По результатам работ были восстановлены интерьеры начала XIX века, отреставрированы анфиладные двери, благоустроен цокольный этаж — в нём разместили вестибюль, гардероб, инженерно-хозяйственные службы. На первом этаже воссоздали паркет и деревянные перекрытия.
В 2013 году здание стало лауреатом конкурса правительства Москвы на лучший проект в области сохранения и популяризации объектов культурного наследия «Московская реставрация 2013» в номинации «За лучшую организацию ремонтно-реставрационных работ».

## Музей Василия Пушкина

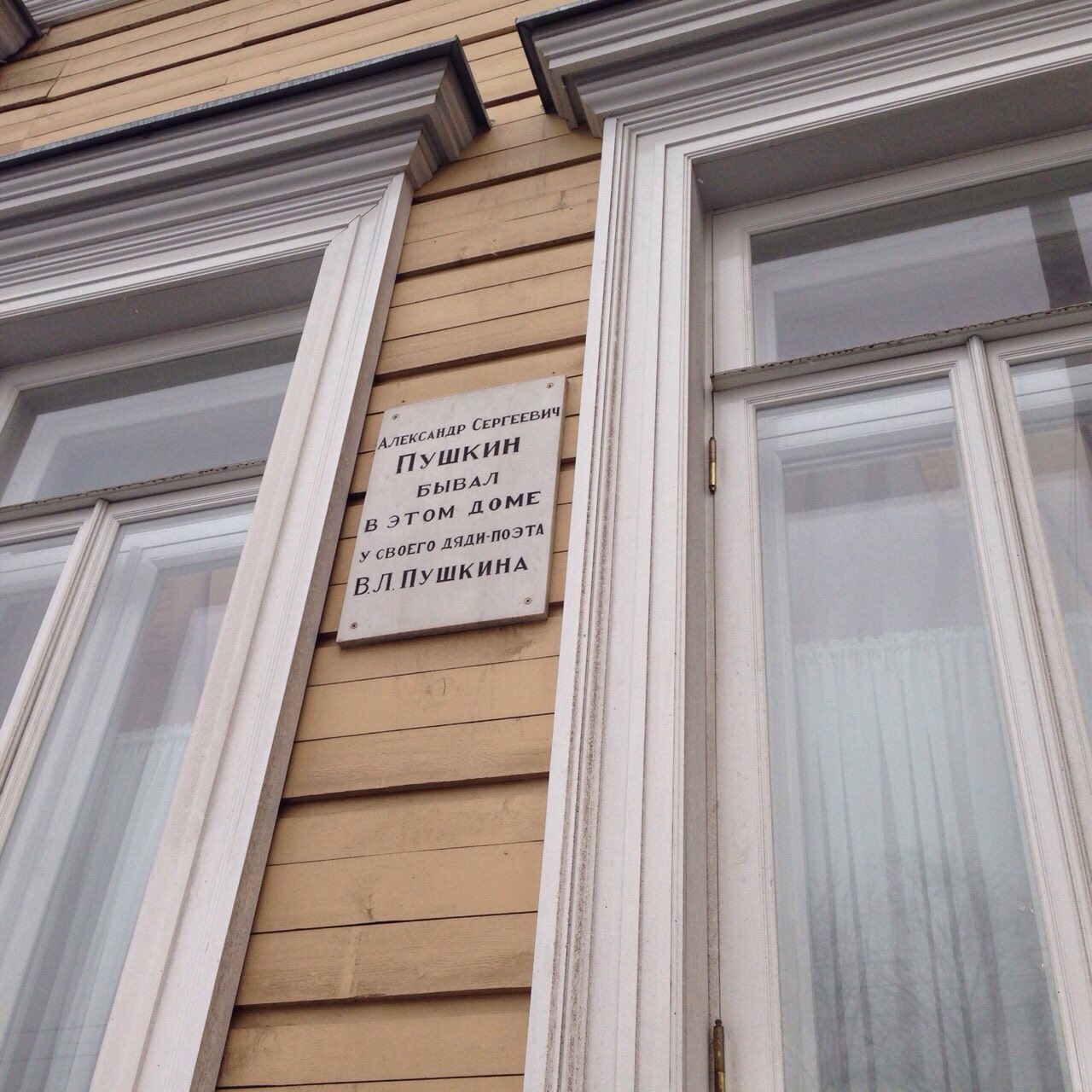
Памятная доска на стене дома, 2015 год

Открытие музея состоялось 6 июня 2013 года и было приурочено ко дню рождения Александра Пушкина. Из-за отсутствия архивных документов сотрудники музея не смогли восстановить интерьеры комнат такими, какими они были при Василии Пушкине — поэтому воссоздали типичную обстановку дворянского дома начала XIX века. По состоянию на 2018-й в музейное собрание входят более 1600 экспонатов, собранных сотрудниками с 1988 по 2012 год.
Выставочное пространство начинается с подвала, где хранятся предметы и изразцы, сохранившиеся после пожара 1812 года. В передней на первом этаже стоят диван из красного дерева и зеркало, у которого для создания эффекта присутствия разложены визитные карточки гостей Василия Пушкина. Из комнаты можно попасть в залу, восстановленную по документам начала XIX века: в оконных проёмах расположены зеркала, а на стенах висят изображения друзей и родственников хозяина дома и полотна с видами Москвы. Особую ценность представляет портрет Василия Пушкина, выполненный неизвестным художником, картины Фёдора Алексеева, рукописный альбом Елизаветы Бибиковой, а также графическое изображение брата писателя Сергея Пушкина работы Карла Гампельна.
К зале примыкает людская, в ней проживал камердинер Игнатий Хитров. В комнате стоят платяной шкаф, рукомой, а также ретирадное кресло — неотъемлемые составляющие комнат для прислуги того времени. Из людской можно попасть в гостиную, где висят полотна с изображениями мест, где бывал Василий Пушкин. В начале XIX века комната использовалась для званых вечеров: на встречах бывали министр юстиции и поэт Иван Дмитриев, издатель «Московских ведомостей» Пётр Шаликов, библиофил Сергей Соболевский, а также племянник Александр Пушкин. В столовой находится сервант с серебряными чайными приборами Е. Л. Пушкиной, сестры В. Л. Пушкина. Арзамасский гусь в яблоках на консольном столике — символ литературного общества «Арзамас», старостой которого был Василий Пушкин.
Отдельная экспозиция посвящена произведению «Опасный сосед», написанному Василием Пушкиным в 1811 году и впервые опубликованному в России только в 1901-м. Выставочное пространство изображает противостояние двух литературных течений — карамзинистов и шишковистов. Рядом расположен кабинет Пушкина, в котором сохранены книжные шкафы с книгами из семейной библиотеки. Экспозиция завершается комнатами на антресолях, где хранятся вещи, которые характеризуют личность Александра Пушкина: саквояж, бумаги, цилиндр, а также предметы со времён его обучения в Царскосельском лицее.
Тем не менее, экспозиция дома включает в себя ряд экспонатов, являющихся историческими фальсификатами. В качестве двух наиболее почётных экспонатов в музее хранятся подделки, созданные печально известным фальсификатором истории Раменским, проведшим во второй половине XX-го века масштабную мистификацию истории своей семьи, якобы стоявшей у истоков российского образования. К этим фальсификатам, «преподнесённым в дар» ещё Пушкинскому музею, относятся распашонка (или, как её стали называть в современных публикациях, «крестильная рубашка») Пушкина и «полотенце Арины Родионовны». Руководитель департамента культуры города Москвы Александр Кибовский назвал рубашку «святыней отечественной культуры». В рассказах журналистов о музее не обходится без упоминания этих псевдо-артефактов, хотя, как правило, и говорится об их, по меньшей мере, сомнительном происхождении.